# (39509) Kardashev
1981 US11 (asteroide 39509) é um asteroide da cintura principal. Possui uma excentricidade de 0.22762820 e uma inclinação de 8.40791º.
Este asteroide foi descoberto no dia 22 de outubro de 1981 por Nikolai Stepanovich Chernykh em Naučnyj.